# 贝拉斯科艾恩
贝拉斯科艾恩（西班牙語：Belascoáin）是西班牙纳瓦拉的一个市镇。总面积6平方公里，总人口111人（2001年），人口密度19人/平方公里。